# Sumantri
Sumantri Brojonegoro ou simplesmente Sumantri é uma montanha dos montes Maoke, situada na Nova Guiné Ocidental, na Indonésia. Fica nas proximidades do Puncak Jaya ou Pirâmide Carstensz (fica apenas 2 km a norte do Puncak Jaya) e é considerado por alguns autores como o segundo mais alto pico da Nova Guiné Ocidental, com o valor provável de 4870 m de altitude.
A vertente norte do pico é dominada por penhascos praticamente a pique que definem os contornos oriental e ocidental da montanha. Restos de um firn no lado norte ainda se notam. 